# Alice Foils the Pirates
Série Alice Comedies
Alice the Golf Bug
(1927) Alice at the Carnival
(1927)
Pour plus de détails, voir Fiche technique et Distribution.
Alice Foils the Pirates est un court métrage d'animation américain muet de la série Alice Comedies sorti en 1927.

## Synopsis
Pete, devenu un pirate, a enlevé Alice et l'a enfermée dans son bateau. Julius part donc la secourir.

## Fiche technique
- Titre original : Alice Foils the Pirates ; Alice's Pirate Tale (titre de travail)
- Série : Alice Comedies
- Réalisation : Walt Disney
- Animation : Ub Iwerks, Rollin Hamilton, Hugh Harman, Rudolf Ising
- Encrage et peinture : Irene Hamilton, Walker Harman
- Photographie : Rudolf Ising
- Production : Margaret J. Winkler
- Société de production : Disney Brothers Studios
- Société de distribution : FBO pour Margaret J. Winkler (1927)
- Budget : 1 394,30 $
- Pays :  États-Unis
- Format d'image : noir et blanc - 35 mm - 1,37:1 - muet
- Genre : animation et prises de vues réelles
- Durée : 7 min
- Dates de sortie : 
  - Version muette : 24 janvier 1927[1]
  - Version sonorisée : ?

Source : Walt in Wonderland

## Distribution
- Margie Gay : Alice

## Commentaires
Produit en août 1926, le film a été livré le 30 septembre 1926. Le copyright a été déposé le 24 janvier 1927 par R-C Pictures Corp. 